# 음력 9월 9일
음력 9월 9일은 음력 9월의 9번째 날이다.

## 사건
- 1992년 - 강원도 원주 여호와의 증인 왕국회관 방화범 원언식이 구속되다. (사망 15명, 부상 36명)

## 탄생
- 1977년 - 대한민국의 배우 채정안.
- 1985년 - 대한민국의 방송인, 전 아나운서 정인영.

## 문화
- 2002년 - 제14회 부산 아시안 게임 폐막.
- 2012년 - 대한민국 전라북도에서의 지상파 아날로그 텔레비전 방송 종료.

## 사망
- 2020년 - 대한민국의 기업인 이건희.

## 기념일, 연중행사
- 중양절

## 같이 보기
- 음력 360일: 1월 2월 3월 4월 5월 6월 7월 8월 9월 10월 11월 12월
- 전날:9월 8일 다음날:9월 10일 - 전달:8월 9일 다음달:10월 9일
- 양력:9월 9일
- 음력, 윤달